# Leon Rutkowski-Koczur
Leon Rutkowski-Koczur, także jako Leon Koczur bądź Leon Koczur-Rutkowski (ur. 28 czerwca 1893 w Krakowie, zm. 1940 w Kijowie) – major saperów Wojska Polskiego, działacz niepodległościowy, kawaler Orderu Virtuti Militari, urzędnik samorządowy II Rzeczypospolitej, ofiara zbrodni katyńskiej.

## Życiorys
Urodził się 28 czerwca 1893 roku w Krakowie, w rodzinie Wojciecha i Katarzyny z Witosów. Do roku 1911 uczęszczał do gimnazjum w Krakowie, następnie do wyższej szkoły sztygarów w Reichenhall. Edukację ukończył z tytułem technika . 
Od 10 lipca 1913 roku do 4 sierpnia 1914 roku należał do Polskich Drużyn Strzeleckich, organizator 54 drużyny w Prądniku Czerwonym. W czasie I wojny światowej, od 4 sierpnia 1914 służył w Legionach Polskich, początkowo w 2 pułku piechoty II Brygady, a następnie w Kompanii Saperów nr 2. Od 16 lutego 1918 roku do 14 maja 1918 roku służył w Korpusie Wschodnim. W latach 1914–1916 był 3-krotnie ranny. Uczestniczył w bitwie pod Kaniowem, w której został wzięty do niemieckiej niewoli. Po odzyskaniu przez Polskę niepodległości, od grudnia 1918 do 1932 służył w Wojsku Polskim. W 1921 ożenił się z Marią z Żebrowskich. Od marca do czerwca 1921 roku był dowódcą batalionu zapasowego saperów Nr II w Puławach. W 1922 był przydzielony do 2 pułku saperów także w Puławach. 3 maja 1922 roku został zweryfikowany w stopniu kapitana ze starszeństwem z dniem 1 czerwca 1919 roku i 43. lokatą w korpusie oficerów inżynierii i saperów. Od 1922 roku pełnił obowiązki dowódcy XXVI batalionu saperów w Sandomierzu. 17 czerwca 1925 roku został przeniesiony do 2 pułku Saperów Kaniowskich w Puławach. 25 października 1926 roku został przesunięty na stanowisko dowódcy XIII batalionu saperów w Równem. 12 kwietnia 1927 roku awansował na majora ze starszeństwem z dniem 1 stycznia 1927 roku i 5. lokatą w korpusie oficerów inżynierii i saperów. Od 1 marca do 1 września 1928 roku był słuchaczem I pięciomiesięcznego kursu doskonalenia oficerów sztabowych saperów przy Oficerskiej Szkole Inżynierii w Warszawie. 6 lipca 1929 roku otrzymał przeniesienie do dowództwa 2 Dywizji Piechoty Legionów w Kielcach na stanowisko szefa saperów. 18 czerwca 1930 roku został zwolniony z zajmowanego stanowiska i pozostawiony bez przynależności służbowej z równoczesnym oddaniem do dyspozycji dowódcy Okręgu Korpusu Nr X w Przemyślu. Od 3 listopada do 31 grudnia 1930 roku był przydzielony do Komendy Garnizonu i Placu miasta stołecznego Warszawy. W 1934 roku pozostawał w ewidencji Powiatowej Komendy Uzupełnień Warszawa Miasto III. Posiadał przydział do Oficerskiej Kadry Okręgowej Nr I. Był wówczas „przewidziany do użycia w czasie wojny”.
Jako major przeniesiony w stan spoczynku rozpoczął służbę w administracji państwowej. W latach 1932–1935 był radcą ministerialnym w Dyrekcji Naczelnej Lasów Państwowych. Od 3 sierpnia 1935 pełnił funkcję wicestarosty powiatu wołkowyskiego i z tego stanowiska na początku listopada 1936 został mianowany na urząd starosty powiatu horodeńskiego. Do 1939 zamieszkiwał w Horodence.
Po wybuchu II wojny światowej, kampanii wrześniowej 1939 i agresji ZSRR na Polskę z 17 września 1939 został aresztowany przez Sowietów. Na wiosnę 1940 został zamordowany przez NKWD. Jego nazwisko znalazło się na tzw. Ukraińskiej Liście Katyńskiej opublikowanej w 1994 (został wymieniony na liście wywózkowej 42/333 oznaczony numerem 2554; dosłownie określony jako Leon Rutkowski). Ofiary tej części zbrodni katyńskiej zostały pochowane na otwartym w 2012 roku Polskim Cmentarzu Wojennym w Kijowie-Bykowni.
W 1947 roku w Sądzie Grodzkim w Bystrzycy Kłodzkiej, na wniosek Marii Rutkowskiej, zostało wszczęte postępowanie o uznanie za zmarłego Leona Koczur-Rutkowskiego, urodzonego 27 czerwca 1893 roku w Krakowie, zaginionego od roku 1939, sygn. akt Zg 37/47. W 1953 roku Sąd Powiatowy dla miasta stołecznego Warszawy w Warszawie wszczął, na wniosek Marii Rutkowskiej, postępowanie o uznanie za zmarłego Leona Koczur-Rutkowskiego.

## Ordery i odznaczenia
- Krzyż Srebrny Orderu Wojskowego Virtuti Militari nr 7475 – 17 maja 1922[25][26][2][3]
- Krzyż Niepodległości – 12 maja 1931 „za pracę w dziele odzyskania Niepodległości”[27]
- Krzyż Walecznych czterokrotnie – 1922[3][28]
- Medal Pamiątkowy za Wojnę 1918–1921 – 1928[3][5]
- Medal Dziesięciolecia Odzyskanej Niepodległości – 1928[3][5]
- Srebrny Medal za Długoletnią Służbę[3]
- Medal Zwycięstwa („Médaille Interalliée”)[5]
- Odznaka za Rany i Kontuzje[29]